# دوره خیامی
دوره خیامی (انگلیسی: Khiamian) یک دورهٔ گذار در خاور نزدیک باستان بود که بین دورهٔ ناتوفی و دورهٔ نوسنگی پیش از سفال آ قرار داشت.
باستان‌شناسان نام این دوره را بر اساس محوطه شاخص آن یعنی سکونت‌گاه الخیام که در کرانه باختری رود اردن قرار دارد، انتخاب کرده‌اند.